# Disparella kensleyi
Disparella kensleyi är en kräftdjursart som beskrevs av Saskia Brix 2006A. Disparella kensleyi ingår i släktet Disparella och familjen Desmosomatidae.
Artens utbredningsområde är New South Wales. Inga underarter finns listade i Catalogue of Life.